# Lista de prêmios e indicações recebidos por Bicho de Sete Cabeças

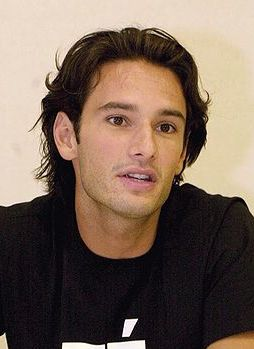
O ator Rodrigo Santoro é uma das pessoas mais premiadas que trabalharam no filme.

Com 33 prêmios e apenas 5 indicações em território nacional, Bicho de Sete Cabeças foi, sem dúvida, um dos filmes brasileiros mais aclamados de todos os tempos. Em novembro de 2000, foi o filme mais premiado no Festival de Brasília, levando para casa sete Candangos e duas premiações: o Prêmio ANDI/Unicef – Cinema pela Infância, que composto por jovens estudantes e protagonistas sociais, decidiu premiá-lo por julgar que ele contribui para uma profunda reflexão sobre as relações entre o jovem, a família e as instituições sociais, e o Troféu Saruê do jornal Correio Braziliense, dado a Rodrigo Santoro. Também foi o mais premiado filme no 5º Festival do Recife, levando nove Calungas e voltando no ano seguinte para receber o prêmio de "Melhor Filme de 2001", dado pelo Júri Popular. Em 2001, foi premiado pela CNBB com o Margarida de Prata, um prêmio dado para produções comprometidas com os direitos humanos. Bicho de Sete Cabeças também recebeu prêmios e indicações fora do Brasil, como no Festival de Cartagena, na Colômbia, no Festival de Locarno, na Suíça, em festivais da França, da Itália, da República Dominicana e do Equador.